# Francisca Navarro
Francisca Navarro, dramaturga española de la primera mitad del siglo XIX.

## Biografía
Existen escasos datos de su biografía, aunque se cree que fue actriz en el Liceo de Barcelona.
En su obra Apuntes para una biblioteca de escritoras españolas desde el año 1401 al 1833, el historiador, americanista y escritor español Manuel Serrano y Sanz, consideró que se le pueden atribuir doce títulos, aunque no contaba con datos sobre la escritora y consideraba perdidas todas sus obras.
Juan Antonio Hormigón, dramaturgo, director, pedagogo y traductor español, ha localizado en diferentes bibliotecas españolas (la Nacional, la Juan March, de Madrid, y la del Instituto del Teatro de Barcelona) varios ejemplares de algunas de estas obras. Además gracias a estas investigaciones (y por el hecho de que todas las obras encontradas de esta autora están editadas en Barcelona) considera que Francisca Navarro era barcelonesa o, que al menos, residió  gran parte de su vida en Barcelona.
Navarro vivió en Bujarsot durante un tiempo, donde su hermano tenía una fábrica de yute. En Valencia, se estrenó el 16 de septiembre de 1833  la obra Rosita o la Venganza malograda. También hay evidencias de su paso por la Compañía Dramática Nacional del Teatro de la Cruz para la temporada de 1842 a 1843, en Madrid. Aquí era contratada como actriz característica, es decir, para representar papeles de una persona de edad.

## Obra
Según Juan Antonio Hormigón, la temática de las obras de Francisca Navarro se centraba en las relaciones entre hombres y mujeres, se trata de una autora original y fresca, defensora de la libertad de la mujer que crea personajes femeninos de gran fuerza, veracidad, defensora de sus opiniones más acordes con la ilustración que con el pensamiento absolutista que dominaba en su época. Es por ello por lo que no se la considera una escritora del romanticismo español, ya que además de centrarse en el género de la comedia, sus personajes no se dejan dominar por  las pasiones y razonan en determinadas circunstancias, además de la constante crítica a costumbres de la época. Sus textos proyectan una mirada crítica respecto al entorno social, a pesar del clima de opresión de la época.
Todas sus obras fueron publicadas durante la década absolutista de Fernando VII, de 1823 a 1833, cuando Leandro Fernández de Moratín, Francisco Martínez de la Rosa y el Duque de Rivas estaban en el exilio. Pero en su obra hay muchas características del teatro neoclásico: finalidad didáctica y moralizante; la libertad de elección de pareja frente a los matrimonios concertados y el respeto de las unidades clásicas.

## Obras
Se conservan las siguientes obras:
- La tonta o El ridículo novio de las dos hermanas, comedia en la que se trata el  enfrentamiento generacional, entre un padre que pretende casar a sus dos hijas con quienes él cree que son los mejores partidos que conoce, y ambas jóvenes, que  se oponen a dicho. Se estrenó en Barcelona el día 20 de enero de 1827 (representando Francisca Navarro el papel de la hija tonta), y fue impresa en la Imprenta de Torras, en Barcelona en  1828.[5]
- Defensa de coquetas, comedia breve, escrita en verso y compuesta de un solo acto", en esta obra el personaje femenino se presenta como el actor principal de casi todas las acciones, además de burlarse de los personajes masculinos que le pretenden. Se imprimió, nuevamente en la Imprenta de Torras, en Barcelona en 1828. No se sabe si se estrenó en el teatro.[6]
- El enamoradizo, comedia escrita en prosa y compuesta de dos actos. Tampoco se sabe si se llegó a estrenar, sí se publicó, de nuevo en Barcelona, es vez en la  Imprenta de M. y T. Gaspar, en el año 1828.[7]
- El marido de dos mujeres, comedia escrita en prosa y compuesta de tres actos. Es una obra en la que se trata la defensa en favor de la libertad de elección en la mujer a la hora de contraer matrimonio, en el que se ve un claro desprecio de la mentalidad burguesa que identifica matrimonio con beneficio económico. No se sabe si  llegó a estrenarse, pero sí fue impresa por la Imprenta de Torras, de Barcelona y en  1828.[8]
- Querer y no querer o Doña Cecilia y sus vecinos, comedia escrita en verso y compuesta de cinco actos. Esta obra se estrenó en el teatro, aunque no se sabe nada de este estreno, también fue impresa por la Imprenta Torras, de Barcelona en 1828.[9]
- Una noche de tertulia o El coronel Don Raimundo, comedia escrita en prosa y compuesta de tres actos. Es una lúcida denuncia de las formas de vida y la mentalidad burguesas, manifiesta a través de las situaciones que se viven en una tertulia compuesta por marqueses, barones y hacendados. Un personaje femenino sirve para poner en su sitio a una clase social que vive en medio de la mentira y la hipocresía. Como nota curiosa, Francisca Navarro previó la posibilidad de que cada uno de su tres actos fuera representado independientemente, dotándolos de autonomía propia. Se imprimió en Barcelona, en 1828, a cargo de la Imprenta Torras.[10]
- El ajuste de la bolera o Una intriga en el teatro, comedia escrita en prosa y compuesta de tres actos. En esta obra se plantean los celos y enfrentamientos de todos los miembros de una compañía teatral, desencadenados ante la propuesta del autor de introducir un nuevo miembro (una mujer) en la agrupación. Es una pieza de enorme interés para los estudiosos del teatro español, ya que en ella se puede descubrir los entresijos de una compañía de la época: el peso específico del primer actor; las presiones y amenazas ejercidas sobre otros actores; la ruindad que preside las relaciones entre todos ellos; las formas habituales de financiación de una compañía; el modo de adjudicar los papeles del reparto; etc. Se desconoce si se llegó a estrenar, pero sí que se imprimió en Barcelona, en 1829, por Joaquín Verdaguer.[11]
- El hombre hace a la mujer. Comedia  en prosa y tres actos. Típica comedia de celos. El extraño título se debe a que en la obra la torpeza de un marido inseguro pone de manifiesto la verdadera virtud de su mujer, a la que sus temores injustificados estaban a punto de convertir, de cara a los demás, en una persona muy contraria a la que realmente era. Se imprimió en la Imprenta de Joaquín Verdaguer, en Barcelona en 1829,  no se sabe sí se estrenó.
- Las dos épocas o La destrucción de su familia. Drama trágico en prosa, compuesto de dos partes y seis actos. esta obra se encuentra una clara influencia de las nuevas corrientes del teatro romántico, la cual se puede ver tanto en su contenido, como en la ruptura de la regla de las tres unidades. Se imprimió en Barcelona (Imprenta de Joaquín Verdaguer, 1829), no constando datos acerca de su posible puesta en escena.
- Mi retrato y el de mi compadre. Comedia satírica en prosa y de tres actos, en la que se aborda los problemas del teatro de su tiempo, enfocados a través del prisma de una dramaturga que, por ser mujer, es despreciada por un autor teatral  masculino fatuo, ignorante y vanidoso. Se desconoce si se estrenó, pero hay una edición impresa de la Imprenta de Joaquín Verdaguer, en Barcelona en 1829. Se le considera su obra más autobiográfica ya que incluso el nombre de la protagonista coincide con el de la autora. Esta obra es un ejercicio de teatro dentro de teatro, en el que se aborda también el papel de la mujer en la cultura.[1]
- La andaluza en el laberinto. En prosa y compuesta de un solo acto, tan solo se tiene noticia de su título.